# Monthey (distrikt)
District de Monthey är ett av de 14 distrikten i kantonen Valais i Schweiz. Distriktet ligger i den franskspråkiga delen av kantonen.

## Indelning
Distriktet består av nio kommuner:
| Vapen           | Namn            | Invånare 2023-12-31 | Yta i km² |
| --------------- | --------------- | ------------------- | --------- |
| Champéry        | Champéry        | 1 399               | 38,85     |
| Collombey-Muraz | Collombey-Muraz | 9 903               | 29,75     |
| Monthey         | Monthey         | 18 886              | 28,70     |
| Port-Valais     | Port-Valais     | 4 485               | 14,35     |
| Saint-Gingolph  | Saint-Gingolph  | 1 049               | 14,45     |
| Troistorrents   | Troistorrents   | 5 008               | 36,96     |
| Val-d'Illiez    | Val-d'Illiez    | 2 129               | 39,27     |
| Vionnaz         | Vionnaz         | 2 934               | 20,95     |
| Vouvry          | Vouvry          | 4 621               | 33,51     |